# Clara Galle
Clara Huete Sánchez (nascida em 15 de abril de 2002), também conhecida como Clara Galle, é uma atriz espanhola. Ela é mais conhecida por seu papel principal como Raquel em A través de mi ventana (2022).

## Primeiros anos
Sánchez nasceu em Pamplona, Navarra, em 15 de abril de 2002. Desde cedo, Galle demonstrou interesse pela atuação, tendo estudado artes cênicas no Instituto Plaza de la Cruz.

## Carreira
Em outubro de 2021, Galle estrelou o videoclipe do single 'Tacones Rojos', de Sebastián Yatra.
Galle fez sua estreia como Raquel Mendoza, a protagonista feminina de Through My Window, em 2022. No mesmo ano, Galle participou de El Internado: Las Cumbres, interpretando Eva Merino.

## Filmografia

### Cinema
| Ano  | Titulo                 | Papel          | Notas |
| ---- | ---------------------- | -------------- | ----- |
| 2022 | A través de mi ventana | Raquel Mendoza | [ 7 ] |
| 2023 | A través del mar       | Raquel Mendoza | [ 7 ] |
| 2024 | A través de tu mirada  | Raquel Mendoza | [ 8 ] |

### Televisão
| Ano  | Titulo                    | Papel      | Notas           |
| ---- | ------------------------- | ---------- | --------------- |
| 2022 | El internado: Las Cumbres | Eva Merino | [ 9 ]           |
| 2024 | Ni una más                | Greta      | [ 10 ]          |
| 2024 | The Head                  | Alba       | [ 11 ]          |
| 2025 | Olympo                    | Amaia      | Papel principal |

### Videoclipes
| Ano  | Artista         | Música          |
| ---- | --------------- | --------------- |
| 2021 | Sebastián Yatra | "Tacones Rojos" |